# Расселл-Спрінгс (Канзас)
Расселл-Спрінгс (англ. Russell Springs) — місто (англ. city) в США, в окрузі Логан штату Канзас. Населення — 26 осіб (2020).

## Географія
Расселл-Спрінгс розташований за координатами 38°54′46″ пн. ш. 101°10′33″ зх. д. / 38.91278° пн. ш. 101.17583° зх. д. (38.912735, -101.175804).  За даними Бюро перепису населення США в 2010 році місто мало площу 1,95 км², уся площа — суходіл. В 2017 році площа становила 1,83 км², уся площа — суходіл.

## Демографія
Згідно з переписом 2010 року, у місті мешкали 24 особи в 13 домогосподарствах у складі 8 родин. Густота населення становила 12 особи/км².  Було 27 помешкань (14/км²).
Расовий склад населення:
| - 100,0 % — білих |

До двох чи більше рас належало 0,0 %. Частка іспаномовних становила 0,0 % від усіх жителів.
За віковим діапазоном населення розподілялося таким чином: 12,5 % — особи молодші 18 років, 50,0 % — особи у віці 18—64 років, 37,5 % — особи у віці 65 років та старші. Медіана віку мешканця становила 53,5 року. На 100 осіб жіночої статі у місті припадало 140,0 чоловіків;  на 100 жінок у віці від 18 років та старших — 110,0 чоловіків також старших 18 років.
За межею бідності перебувало 91,2 % осіб, у тому числі 100,0 % дітей у віці до 18 років та 0,0 % осіб у віці 65 років та старших.
Цивільне працевлаштоване населення становило 13 особи. Основні галузі зайнятості: роздрібна торгівля — 69,2 %, сільське господарство, лісництво, риболовля — 30,8 %.